# Firkin
Der (oder das) Firkin war ein englisches Volumen- und Gewichtsmaß und hatte als Flüssigkeitsmaß bei Bier zwei verschiedene Größen.
Abhängig war das Maß von der Bierart. Den Unterschied bestimmte das Weizenbier (Alen) oder Gerstenbier (Porter).
Die Maßkette war bis zum Firkin gleich
- 1 Tun = 2 Butts = 3 Puncheons = 4 Hogsheads = 6 Barrels = 12 Kilderkins = 24 Firkins[2]

Die nachfolgenden kleineren Maße nach dem Firkin waren
- Weizenbier 24 Firkins = 192 Gallons = 768 Quarts = 1536 Pints
- Gerstenbier 24 Firkins = 216 Gallons = 864 Quarts = 1728 Pints
- Weizenbier/Branntwein 1 Firkins = 8 Gallons = 16 Pottles = 1831 4/5 Pariser Kubikzoll = 36,3 Liter
- Gerstenbier 1 Firkins = 9 Gallons = 18 Pottles = 2060 19/25 Pariser Kubikzoll = 40 21/25 Liter

Das Firkin war auch ein englisches Gewichtsmaß. 56 Pfund Butter waren 1 Firkin. Auch Seife wurde so gewogen. 64 Pfund waren jetzt 1 Firkin.